# Stasimopus patersonae
Espèce
Stasimopus patersonae est une espèce d'araignées mygalomorphes de la famille des Stasimopidae.

## Distribution
Cette espèce est endémique du Cap-Oriental en Afrique du Sud,. Elle se rencontre vers Port Elizabeth.

## Description
La carapace de la femelle holotype mesure 9,5 mm de long sur 8,5 mm.
Le mâle décrit par Hewitt en 1914 mesure 14 mm et la femelle 32 mm.

## Étymologie
Cette espèce est nommée en l'honneur de Florence Mary Paterson (1869-1936).

## Publication originale
- Hewitt, 1913 : Descriptions of new and little known species of trapdoor spiders (Ctenizidae and Migidae) from South Africa. Records of the Albany Museum, vol. 2, p. 404-434.